# Joseph Gossman
Francis Joseph Gossman (ur. 1 kwietnia 1930 w Baltimore, Maryland, zm. 12 sierpnia 2013 w Southern Pines, Karolina Północna) – amerykański duchowny katolicki, biskup Raleigh w latach 1975-2006.

## Życiorys
Do kapłaństwa przygotowywał się w seminarium duchownym w rodzinnym mieście. Ukończył również Uniwersytet Gregoriański w Rzymie. 17 grudnia 1955 otrzymał święcenia kapłańskie i rozpoczął pracę duszpasterską w rodzinnej archidiecezji Baltimore. W roku 1959 uzyskał doktorat z prawa kanonicznego na Katolickim Uniwersytecie Ameryki. Od roku 1965 nosił tytuł prałata.
15 lipca 1968 papież Paweł VI mianował go biskupem pomocniczym Baltimore ze stolicą tytularną Aguntum. Sakry udzielił mu kard. Lawrence Shehan.
8 kwietnia 1975 mianowany ordynariuszem Raleigh w Karolinie Płn. Na emeryturę przeszedł po ponad 30-letnich rządach, 8 czerwca 2006 roku.
Zmarł 12 sierpnia 2013.